# Yostin Salinas
Yostin Jafet Salinas Phillips (Limón, 14 settembre 1998) è un calciatore costaricano, difensore dello Sporting San José e della nazionale costaricana.

## Caratteristiche tecniche
È un difensore centrale.

## Carriera

### Nazionale
Il 17 novembre 2018 ha esordito con la nazionale costaricana disputando l'amichevole vinta 3-2 contro il Cile.

## Palmarès

### Club

#### Competizioni nazionali
- Campionato costaricano: 1

Saprissa: Clausura 2018

#### Competizioni internazionali
- CONCACAF League: 1

Saprissa: 2019